# Eruca loncholoma
Eruca loncholoma är en korsblommig växtart som först beskrevs av Auguste Nicolas Pomel, och fick sitt nu gällande namn av Otto Eugen Schulz. Eruca loncholoma ingår i senapskålssläktet, och familjen korsblommiga växter. Inga underarter finns listade i Catalogue of Life.